# A cornwalli és a nyugat-devoni bányavidék

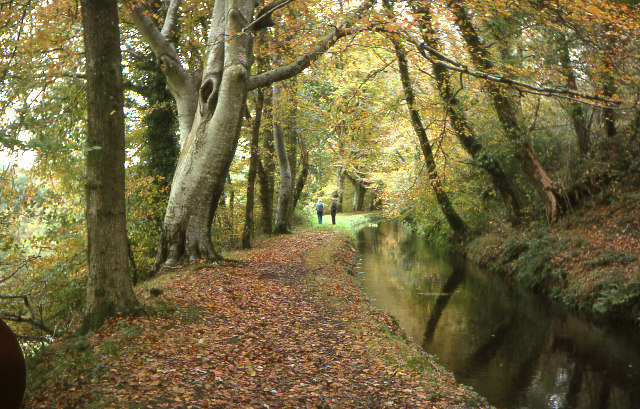
Tavistock-csatorna

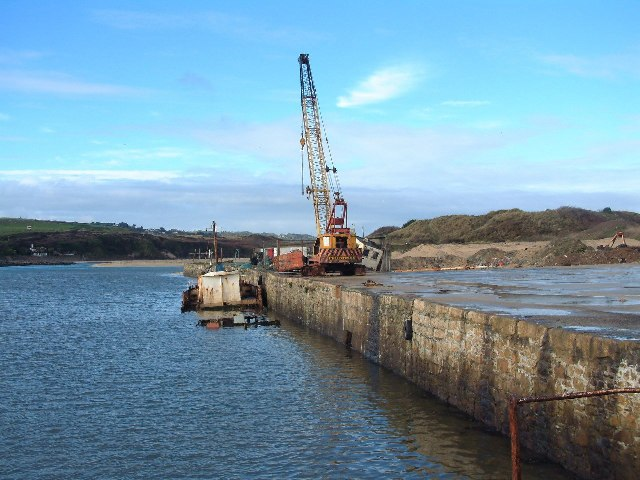
Hayle régi kikötője

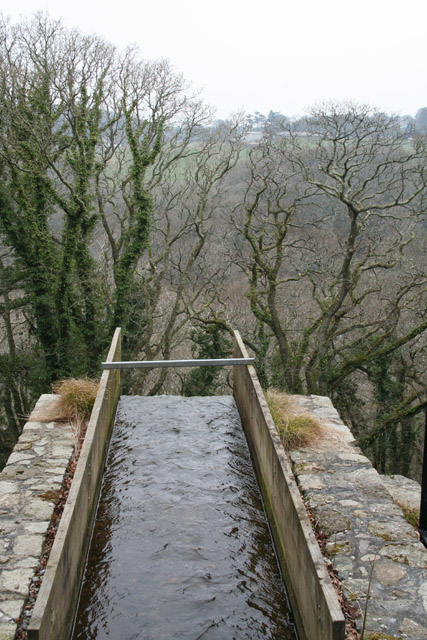
Vízkerék a Luxulyan-völgyben

A cornwalli és a nyugat-devoni bányavidék gyűjtőnéven a világörökség részét képezi néhány válogatott bányavidék Cornwallban és Devonban, az Egyesült Királyság délnyugati részén. A helyszínt az UNESCO Világörökség Bizottságának 2006 júliusában Vilniusban tartott ülésszakán vették fel a listára. 
A cornwalli és nyugat-devoni táj képe radikálisan átalakult a 18. és 19. században a réz- és ónbányászat következtében. A földalatti bányák, motorházak, öntödék, új városok, kikötők és ipari létesítmények együttesen azt a termékeny innovációt tükrözik, amely a 19. század kezdetén lehetővé tette, hogy a régió a világ réz- és óntermelésének kétharmadát állítsa elő. Az 1800-as évek végén a Cornwall keleti illetve Devon nyugati részén fekvő bányákban felfutott az arzéntermelés, így a Föld összes szükségletének felét itt állították elő.
A 19. század kezdete ezen kívül forradalmat hozott a gőztechnológiában is, amely gyökeresen átalakította a bányászatot. A Richard Trevitchik által kifejlesztett magas nyomású expanziós működésű himbás szivattyú sokkal mélyebb rétegekben is lehetővé tette a bányászatot, mint annak előtte. Ebben az évszázadban a hayle-i, perranawothali és tavistocki öntödékből a világ minden tájára exportálták a cornwalli tervezésű himbás gőzgépeket és más bányászati berendezéseket.
Az 1800-as évek elején jelentős számú bányász költözött a cornwalli hagyományokon alapuló bányászközösségekbe; ez a folyamat a 19. század végén érte el a csúcspontját. Ma ezeknek a bevándorlóknak a leszármazottai szétszóródtak a világban és a jellegzetes cornwalli motorházak megtalálhatóak Ausztráliában, Új-Zélandon, Dél-Afrikában, Mexikóban, a Brit Virgin-Szigeteken, Spanyolországban, illetve Anglia, Wales, Skócia, Írország, a Csatorna-szigetek és a Man-sziget bányáiban.
Az 1860-as évek rézcsődje után a cornwalli bányászat főleg az ónra koncentrálódott. Végül 1998-ban, az utolsó cornwalli ónbánya, a Poolban található South Crofty bánya bezárásával ért véget a cornwalli fémbányászat.

## Történet
Az 1500-as évek közepéig Devon a cornwalli óntermelés 25-40%-át állította elő, de ebben az időszakban az összes termelt mennyiség viszonylag csekély volt. Az 1540-es éveket követően Cornwall termelése megugrott és Devon ennek csak egykilencedét-egytizedét tudta teljesíteni. A 16. század közepétől kezdve a devoni ónbányák igen csekély jövedelmet jelentettek a királynak, így az 1512-es törvények életbelépésével mellőzték őket (ez nem vonatkozik a cornwalli ónbányákra).

## Területek
A világörökségi helyszín több különálló, de tematikusan kapcsolódó területet tartalmaz szétszórtan Cornwallban és Devon nyugati részén. A területek a következők:
- A1 – St. Just bánya körzete
- A2 – Hayle kikötője
- A3i – Tregonning és Gwinear bánya körzete
- A3ii – Trewavas
- A4 – Wendron bánya körzete
- A5i – Camborne és Redruth bánya körzete
- A5ii – Wheal Peevor
- A5iii – Portreath kikötője
- A6i – Gwennap bánya körzete
- A6ii – Perran öntöde
- A6iii – Kennall Vale
- A7 – St. Agnes bánya körzete
- A8i – Luxulyan-völgy
- A8ii – Charlestown
- A9 – Caradon bánya körzete
- A10i – Tamar-völgy
- A10ii – Tavistock

## Fordítás
- Ez a szócikk részben vagy egészben  a   Cornwall and West Devon Mining Landscape című angol Wikipédia-szócikk ezen változatának fordításán alapul.  Az eredeti cikk szerkesztőit annak laptörténete sorolja fel. Ez a jelzés csupán a megfogalmazás eredetét és a szerzői jogokat jelzi, nem szolgál a cikkben szereplő információk forrásmegjelöléseként.